# Tomisława
Tomisława – staropolskie imię żeńskie, złożone z członów Tomi- (tomiti – "dręczyć, męczyć") i -sław ("sława"). Mogło oznaczać "tę, którą dręczy potrzeba sławy". Męski odpowiednik: Tomisław. W źródłach polskich poświadczone od XIV wieku (1386 rok).
Tomisława imieniny obchodzi 10 lutego, 27 lipca i 21 grudnia.